# Bob Evans
Robert Neville Anthony Evans (Waddington, 11 de junho de 1947) é um ex-automobilista britânico nascido na Inglaterra.

## Fórmula 1[1]
| Ano  | Nome Oficial da Equipe | Chassi | Motor                    | 1   | 2        | 3        | 4         | 5        | 6       | 7        | 8         | 9         | 10  | 11  | 12        | 13        | 14  | 15  | 16  | Pontos | Posição  |
| ---- | ---------------------- | ------ | ------------------------ | --- | -------- | -------- | --------- | -------- | ------- | -------- | --------- | --------- | --- | --- | --------- | --------- | --- | --- | --- | ------ | -------- |
| 1975 | Stanley BRM            | P201   | BRM P200 3.0 V12         | ARG | BRA      | RSA 15 G | ESP Ret G | MON NQ G | BEL 9 G | SWE 13 G | NED Ret G | FRA 17 G  | GBR | GER | AUT Ret G | ITA Ret G | USA |     |     | 0      | NC (26º) |
| 1976 | John Player Team Lotus | 77     | Ford Cosworth DFV 3.0 V8 | BRA | RSA 10 G | USW NQ G | ESP       | BEL      | MON     | SWE      | FRA       |           | GER | AUT | NED       | ITA       | CAN | USA | JPN | 0      | NC (31º) |
| 1976 | RAM Racing             | BT44B  | Ford Cosworth DFV 3.0 V8 |     |          |          |           |          |         |          |           | GBR Ret G | GER | AUT | NED       | ITA       | CAN | USA | JPN | 0      | NC (31º) |

### Resultados das 24 Horas de Le Mans[2]
| Ano  | Equipe                                     | Nº | Co-Pilotos                | Chassi                               | Pneus | Classe | Voltas | Posição | Posição Na Categoria |
| Ano  | Equipe                                     | Nº | Co-Pilotos                | Motor                                | Pneus | Classe | Voltas | Posição | Posição Na Categoria |
| ---- | ------------------------------------------ | -- | ------------------------- | ------------------------------------ | ----- | ------ | ------ | ------- | -------------------- |
| 1978 | Dorset Racing Associates Cloud Engineering | 33 | Richard Down Richard Bond | Lola T294                            | G     | S 2.0  | 23     | DNF     | DNF                  |
| 1978 | Dorset Racing Associates Cloud Engineering | 33 | Richard Down Richard Bond | Ford Cosworth FVC 2.0L I4            | G     | S 2.0  | 23     | DNF     | DNF                  |
| 1979 | Dome Co. Ltd.                              | 7  | Tony Trimmer              | Dome Zero RL                         | G     | S +2.0 | 25     | DNF     | DNF                  |
| 1979 | Dome Co. Ltd.                              | 7  | Tony Trimmer              | Ford Cosworth DFV 3.0L V8            | G     | S +2.0 | 25     | DNF     | DNF                  |
| 1980 | Dome Co. Ltd.                              | 12 | Chris Craft               | Dome RL80                            | D     | S +2.0 | 246    | 25º     | 4º                   |
| 1980 | Dome Co. Ltd.                              | 12 | Chris Craft               | Ford Cosworth DFV 3.0L V8            | D     | S +2.0 | 246    | 25º     | 4º                   |
| 1981 | Dome Co. Ltd.                              | 23 | Chris Craft               | Dome RL81                            | D     | S +2.0 | 154    | DNF     | DNF                  |
| 1981 | Dome Co. Ltd.                              | 23 | Chris Craft               | Ford Cosworth DFV 3.0L V8            | D     | S +2.0 | 154    | DNF     | DNF                  |
| 1982 | Nimrod Racing Automobiles Ltd.             | 31 | Tiff Needell Geoff Lees   | Nimrod NRA/C2                        | A     | C      | 55     | DNF     | DNF                  |
| 1982 | Nimrod Racing Automobiles Ltd.             | 31 | Tiff Needell Geoff Lees   | Aston Martin-Tickford DP1229 5.3L V8 | A     | C      | 55     | DNF     | DNF                  |